# Zardas (Monti)

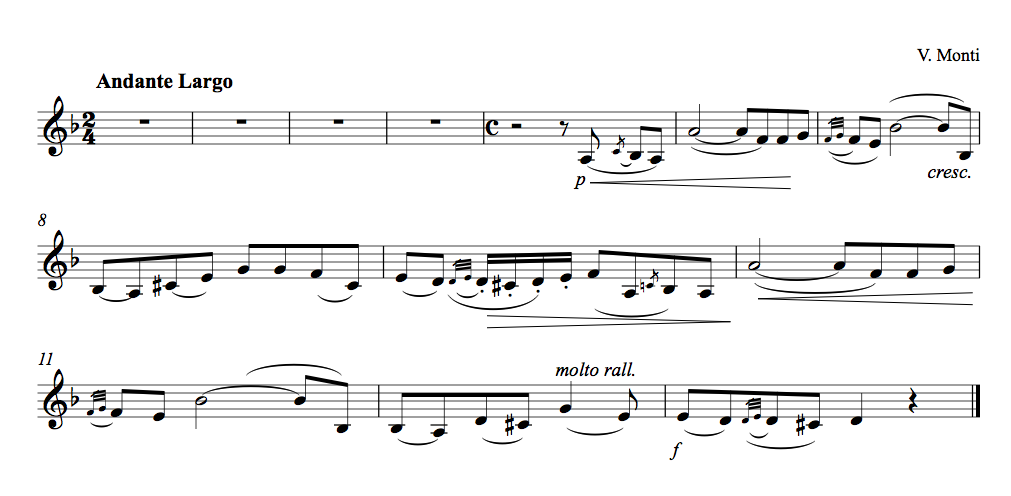
Los trece primeros compases de Zardas de Vittorio Monti.

Zardas para violín (o mandolina) y piano es una pieza de concierto rapsódica del compositor italiano Vittorio Monti (1868-1922) escrita en 1904. Se basa en una zarda folclórica húngara. Originalmente fue compuesta para violín o mandolina y piano. Posteriormente, se han hecho múltiples arreglos para orquesta, arreglos para piano solo y se ha usado un gran número de instrumentos solistas. La duración de la pieza es de aproximadamente cuatro minutos y medio.